# Foreign Service Research Bureau
Le Foreign Service Research Bureau (FSRB) est le service de renseignement extérieur du Ghana créé à l'indépendance du pays.
Soucieux de réduire sa dépendance à l’égard de l’ancienne administration coloniale britannique et désireux de faire jouer la solidarité afro-asiatique, le Ghana a sollicité le soutien de l’Inde pour créer son appareil de renseignement. Le Premier ministre indien Jawaharlal Nehru a ainsi envoyé en 1958 pendant un an R. N. Kao, qui avait travaillé dans l'Indian Police Service puis le Directorate of Intelligence Bureau (IB), et qui sera le fondateur de la Research and Analysis Wing (agence de renseignement extérieur de l'Inde).